# Adaptive Server Enterprise
Adaptive Server Enterprise (ASE) původně známý jako Sybase SQL Server, Sybase DB nebo Sybase ASE, je firemní databáze s relačním modelem vyvinutá společností Sybase Corporation, která se stala součástí SAP AG. ASE je používán převážně na platformě Unix, ale je k dispozici také pro Microsoft Windows.

## Z historie
V roce 1987 byl produkt Sybase Corporation primárně určen ke správě relačních databází a uveden na trh pod názvem Sybase SQL Server.
Další verze byla vyvinuta současně s firmami  Microsoft, and Ashton-Tate. Společnost Microsoft se stala vedoucím partnerem po přenosu serveru SQL na systém Windows NT. Microsoft a Sybase společně prodávaly a podporovaly produkt až do verze 4.2.1.
V červenci 2010 se společnost Sybase stala 100% dceřinou společností společnosti SAP America.
V dubnu 2014 společnost SAP vydala ASE verze 16.

## Struktura
Samostatná instalace ASE obvykle obsahuje jeden „dataserver“ a jeden odpovídající „záložní server“. Při instalaci na více serverech může mnoho dataserverů sdílet společný záložní server. Dataserver se skládá ze systémových databází a uživatelských databází. Minimální systémové databáze, které jsou pro běžné zpracování dataserveru povinné, jsou „master“, „tempdb“, „model“, „sybsystemdb“ a „sybsystemprocs“.

## Omezené edice
SAP poskytuje vývojářskou edici, na které je možno zdarma vyvíjet, není však určena pro použití v produkci. Umožňuje pouze 1 engine a 25 připojení. Existuje také expresní vydání, které je omezeno na jeden server, 2 GB paměti a 5 GB místa na pevném disku. Tato edice je zdarma i na produkci.